# Paola Protopapa
Paola Protopapa (Roma, 6 maggio 1965) è una canottiera e velista italiana, detentrice di quattro titoli italiani, una medaglia d'oro agli europei indoor di Amsterdam 2006 ed oro paralimpico a Pechino 2008, inoltre primo atleta al mondo a partecipare a tre olimpiadi e in tre discipline diverse.

## Biografia
Fin dall'infanzia esprime interesse verso lo sport e, con il supporto del padre, inizia a praticare la barca a vela passando in seguito in una squadra di ginnastica artistica dove partecipa a manifestazioni sportive a livello nazionale.
Nel 1979 il trasferimento da Roma a Treviso la avvicina allo sci alpino iniziando a gareggiare nelle specialità dello slalom e slalom gigante nei successivi tre anni di permanenza nel Veneto.
Nel 1982 ritorna a Roma dove si avvicina al canottaggio iniziando l'attività agonistica in questa specialità l'anno successivo. Nel canottaggio si rivela atleta promettente, conquistando un titolo italiano assoluto, e continua l'attività fino a un grave incidente che nel 1987 la costringe a un lungo periodo di riposo sottoponendosi a diversi interventi chirurgici.
Tuttavia il carattere e la passione favoriscono il suo desiderio di riavvicinarsi allo sport praticato e, attraverso la corsa, riprende gli allenamenti e l'attività sportiva partecipando a diverse mezze maratone e maratone riavvicinandosi nel contempo alla vela. Dopo un iniziale approccio con il monochiglia classe laser passa al catamarano classe Hobie 16 con cui disputa numerosissime regate del circuito nazionale e internazionale, raggiungendo notevoli risultati con piazzamenti tra i migliori equipaggi in Europa e conquistando due titoli italiani anche in questa disciplina.
Nel 2006, anno in cui vince l'oro agli europei indoor di Amsterdam rappresentando l'Italia e la sua società, la CC Aniene, nella specialità dell'adaptive rowing sulla distanza dei 1 000 m, entra a far parte della squadra nazionale di adaptive rowing iniziando la sua preparazione per la rappresentare l'Italia ai XIII Giochi paralimpici estivi svoltisi a Pechino nel 2008 dove riuscì a conquistare la medaglia d'oro nel canottaggio quattro con misti LTA insieme a Luca Agoletto, Daniele Signore, Graziana Saccocci e al timoniere Alessandro Franzetti. Conferma il risultato l'anno successivo ai mondiali di Poznam risalendo sul podio e conquistando la medaglia d'argento.
Al suo ritorno in Italia avvia la sua preparazione per la partecipazione ai X Giochi paralimpici invernali che si terranno a Vancouver, in Canada, nel 2010, e ai quali riesce ad accedere tramite la qualificazione alla Coppa del Mondo di sci nordico paralimpico tenutasi in Norvegia nel novembre 2009.
Dopo aver conquistato il 9º posto overall al Campionati Mondiali IFDS di vela tenutasi nel 2011 a Weymouth con la squadra composta dalla Protopapa (CC Aniene) assieme a Giorgio Zorzi (SC Garda Salò) e Massimo Dighe (GS Fiamme Azzurre), nel 2012 l'atleta romana partecipa per la terza volta a una competizione paralimpica, i XIV Giochi paralimpici estivi di Londra. In quest'occasione con ITA720 - Italian Sonar Sailing Team Sonar, in equipaggio con Massimo Dighe e Antonio Squizzato si aggiudicano il 12 posto. Rientrata in Italia, ritorna alla sua disciplina primaria del canottaggio e dopo un anno di selezioni approda nuovamente nella squadra Nazionale come titolare del 4 con, timonato da Peppiniello di Capua, storico timoniere dei fratelli Abbagnale e trascina la squadra azzurra alla conquista della medaglia d'argento ai mondiali 2013 in Corea del sud, medaglia che mancava all'Italia proprio dal 2009 quando l'azzurra la conquistò in Polonia. Anche nel 2014 arrivano 2 importanti podi in gare Internazionali, dietro i campioni paralimpici inglesi.